# Angelo Mancuso
Angelo Mancuso (Caltagirone, 23 novembre 1928) è un politico italiano.